# Nemophas grayii
Nemophas grayii es una especie de escarabajo longicornio del género Nemophas, subfamilia Lamiinae. Fue descrita científicamente por Pascoe en 1859.
Se distribuye por Indonesia. Posee una longitud corporal de 25-45 milímetros. El período de vuelo de esta especie ocurre en los meses de marzo, abril, mayo, septiembre y diciembre.